# Carrousel (bier)
Carrousel is een Belgisch bier. Het wordt gebrouwen door Brouwerij De Vlier te Holsbeek.
Carrousel is een blond granenbier van lage gisting met hergisting in de fles met een alcoholpercentage van 6%. Niet minder dan 4 granen zijn verwerkt: spelt, gerst, haver, en tarwe. Het bier werd gelanceerd in mei 2011 ter gelegenheid van de Carrousel-feesten, een tweejaarlijks project georganiseerd door 30CC te Kessel-Lo.
Het bier wordt vermeld bij de Vlaams-Brabantse streekproducten.